# Coucy-lès-Eppes

Coucy-lès-Eppes este o comună în departamentul Aisne din nordul Franței. În 1 ianuarie 2022 avea o populație de 647 de locuitori.